# Trauma psíquic
El trauma psíquic és la reacció psicològica derivada d'un fet o esdeveniment traumàtic, que trenca el sentiment de seguretat de la persona en ella mateixa i en els altres éssers humans; és a dir, l'element clau és la pèrdua de la confiança bàsica. Per a Echeburúa, és la pèrdua de la integritat del propi jo, de la pròpia persona; una persona traumatitzada és com un lesionat psíquic.
Un esdeveniment traumàtic és un esdeveniment negatiu intens que sorgeix de forma brusca, que resulta inesperat i incontrolable i que, al posar en perill la integritat física o psicològica d'una persona que es mostra incapaç d'afrontar-lo, té conseqüències dramàtiques per a la víctima, especialment de terror i indefensió (Echeburúa, 2004).
Aquest esdeveniment pot conduir a un trastorn per estrès posttraumàtic, i el dany pot implicar canvis físics dins del cervell i en la química de cervell, que converteix la resposta de la persona en un futur estrès.
Un esdeveniment traumàtic implica una experiència singular, o esdeveniments prolongats o repetitius, que aclaparen completament la capacitat de l'individu per aguantar o integrar les idees i emocions implicades amb aquella experiència. El sentiment de ser aclaparat pot prolongar-se durant setmanes, anys o fins i tot dècades, mentre la persona lluita per afrontar les circumstàncies immediates. El trauma psicològic pot conduir a conseqüències negatives a llarg termini serioses que són sovint passades per alt fins i tot per professionals de salut mental.
El trauma pot ser provocat per una àmplia varietat d'esdeveniments, però hi ha uns quants aspectes comuns. Sovint hi ha una vulneració de les idees familiars de la persona sobre el món i dels seus drets humans, posant la persona en estat de confusió i inseguretat extrema. Això també es veu quan habita o les institucions, depeses damunt per a supervivència, violen, traeixen o desil·lusionen la persona d'alguna manera imprevista.
El trauma psicològic pot acompanyar-se de trauma físic o existir independentment d'aquest. Les causes típiques i els perills de trauma psicològic són abús sexual, assetjament, violència domèstica o ser la víctima d'un pare alcohòlic, especialment en la infantesa. Els esdeveniments catastròfics com terratrèmols i erupcions volcàniques, guerra o una altra violència massiva també poden provocar trauma psicològic. L'exposició a llarg termini a situacions com la pobresa extrema o les formes més suaus d'abús, com l'insult verbal, poden ser traumàtiques (tanmateix l'insult també pot ser potencialment traumàtic com a esdeveniment únic).
Tanmateix, diferent gent reacciona diferentment davant esdeveniments similars. Una persona pot experimentar un esdeveniment com a traumàtic mentre que una altra persona no patiria trauma com a resultat del mateix esdeveniment. En altres paraules, no totes les persones que experimenten un esdeveniment potencialment traumàtic es tornaran de fet psicològicament traumatitzades.
Algunes teories suggereixen que el trauma d'infantesa pot anar al davant al comportament violent, possiblement tan extrem com l'assassinat en sèrie. Per exemple, el model de control de trauma de Hickey suggereix que "el trauma d'infantesa per a assassins en sèrie pot servir d'un mecanisme que provoca que ocasiona la incapacitat d'un individu d'afrontar l'estrès de certs esdeveniments."

## Símptomes
La gent que pateix aquests tipus d'experiències extremadament traumàtiques sovint té certs símptomes i problemes després. Com són de severs aquests símptomes depèn de la persona, el tipus de trauma implicat, i el suport emocional que rep d'altres. Les reaccions i els símptomes de trauma poden ser amplis i variats, i difereixen en la severitat de persona a persona. Un individu traumatitzat pot experimentar un o diversos d'ells.
Després d'una experiència traumàtica, una persona pot tornar a experimentar el trauma mentalment i físicament, evitant allò que li recorda de trauma, també anomenats gallets, com això pot ser incòmode i fins i tot dolorós. Es poden convertir en consumidors de psicòtrops incloent-hi alcohol per intentar evitar aquestes sensacions. Els símptomes que tornen a experimentar són un senyal que cos i ment estan lluitant activament per afrontar l'experiència traumàtica.
Disparadors i senyals actuen com a recordatoris del trauma, i poden causar ansietat i altres emocions associades. Sovint la persona pot ser completament inconscient del quins són aquests disparadors. En molts casos això pot portar un sofriment de persones de trastorns traumàtics per participar en mecanismes de cimaci disruptius o autodestructius, sovint sense ser plenament conscient de la natura o causes de les seves pròpies accions. Els atacs de pànic són un exemple d'una resposta somatopsíquica a tals disparadors emocionals.
Consegüentment, les sensacions intenses de ràbia poden emergir sovint, de vegades en situacions molt inadequades o inesperades, així com sempre pot semblar ser present el perill. Records recurrents com imatges, pensaments, o flashbacks poden obsessionar la persona, i els malsons poden ser freqüents.
La persona pot no recordar-se què de fet passava mentre les emocions experimentades durant el trauma es poden tornar a experimentar sense la comprensió de persones per què. Això pot conduir a fer que els esdeveniments traumàtics s'experimentin constantment com si estiguessin passant en el present, impedint-li guanyar perspectiva sobre l'experiència. Això pot produir un patró de períodes prolongats de desvetllament agut interromput per períodes d'esgotament físic i mental.
Amb el temps, l'esgotament emocional pot començar, conduint a distracció, i el pensament clar pot ser difícil o impossible. La desafecció emocional, així com la dissociació pot ocórrer sovint. Dissociar de l'emoció dolorosa inclou “adormir” tota l'emoció, i la persona pot semblar emocionalment plana, preocupada, distant o freda. La persona es pot tornar confosa en situacions corrents i tenir problemes de memòria.
Algunes persones traumatitzades es poden sentir permanentment danyades quan els símptomes de trauma no se'n van i no creuen que la seva situació millorarà. Això pot conduir a sensacions de desesperació, pèrdua d'amor propi, i sovint depressió. Si s'han violat aspectes importants de la comprensió sobre el món o la pròpia persona, aquesta pot qüestionar-se la seva pròpia identitat. Sovint malgrat els seus millors esforços, els pares de nens traumatitzats poden tenir dificultat en ajudar el seu fill a l'hora de regular les emocions, atribució de significat, i contenció de la por posttraumàtica arran del trauma del nen, conduint a conseqüències adverses per al nen.
En tals exemples, és en interès del pare(s) i nen per al pare(s) per buscar consulta així com per fer el seu nen rebre serveis de salut mentals apropiats.
L'automedicació és l'ús de drogues, alcohol, o altres formes autotranquil·litzadores de comportament per tractar l'angoixa, estrès, ansietat, malalties mentals i/o altres efectes de trauma psicològic.

## Causes
El trauma pot ser provocat per desastres naturals i antropogènics, incloent-hi guerra, violència, terratrèmols, accidents (cotxe, tren, accidents d'aviació, etc.) o emergències mèdiques.
Hi ha unes quantes respostes conductuals al trauma comunes cap als estressors incloent-hi les respostes proactives, reactives, i passives. Les respostes proactives inclouen intents d'encarar i corregir un l'estressor abans que tingui un efecte evident sobre l'estil de vida. Les respostes reactives ocorren després de l'estrès i el trauma possible ha ocorregut, i apunten més cap a la correcció o minimització del dany d'un esdeveniment estressant. Una resposta passiva és sovint caracteritzada per la ignorància emocional o d'un estressor.
Els que poden ser proactius poden sovint vèncer estressors i és més probable que puguin afrontar bé situacions inesperades. D'altra banda, els que són més reactius experimentaran sovint més efectes evidents d'un estressor inesperat. En el cas dels que són passius, les víctimes d'un esdeveniment estressant pateixen més probablement efectes traumàtics a llarg termini i sovint no fan cap acció per afrontar-les. Aquestes observacions poden suggerir que el nivell de trauma associat amb una víctima es relaciona a tals habilitats per afrontar-ho.
Hi ha també una distinció entre trauma provocat per situacions recents i trauma a llarg termini que poden haver estat enterrats en l'inconscient de situacions passades com abús infantil. El trauma es venç sovint curant-se; en alguns casos això es pot aconseguir recreant o revivint l'origen del trauma en circumstàncies més psicològicament segures, com amb un terapeuta.

## Avaluació
L'experiència i resultats de trauma psicològic es poden avaluar de nombroses maneres. Dins del context d'una entrevista clínica, el risc per al perill imminent cap a un mateix o altres és el focus inicial d'avaluació. És a dir, és necessari avaluar la seguretat física tant de l'individu com d'altres considerant el funcionament físic i mental de l'individu així com l'ambient immediat. En molts casos, assegurant la seguretat de l'individu pot implicar contactar amb serveis urgències que (p. ex.: mèdica, psiquiàtrica, agents de la llei) així com els membres de la xarxa de suport social de l'individu.
Abans d'avaluar els símptomes psicològics d'un individu, és necessari determinar si l'individu ha retornat a un estat d'estabilitat psicològica. Si un individu roman en estat de crisi (p. ex.: aclaparat per l'emoció, experimentant desorganització cognitiva), pot no ser apropiat o possible dirigir una avaluació psicològica fins que s'hagi proporcionat la intervenció.
Si es considera apropiat, el metge que avalua pot continuar preguntant tant sobre l'esdeveniment traumàtic com els efectes experimentats (p. ex., símptomes posttraumàtics, dissociació, abús de drogues, símptomes somàtics, reaccions psicòtiques). Tal investigació ocorre dins del context de relació establerta i es completa en una manera empàtica, sensible, i d'ajuda. El metge també pot preguntar per disturbi relacional possible, com per l'alerta per a un perill interpersonal, assumptes d'abandonament, i la necessitat d'autoprotecció via control interpersonal. A través de discussió de relacions interpersonals, el metge és més ben capaç d'avaluar l'habilitat de l'individu per introduir i sostenir una relació clínica.
Durant avaluació, els individus poden exhibir respostes d'activació en les quals els recordatoris de l'esdeveniment traumàtic provoquen sensacions sobtades (p. ex., aflicció, ansietat, ràbia), records, o pensaments sobre l'esdeveniment. Com que els individus encara són incapaços de gestionar aquesta angoixa, és necessari determinar com es pot parlar de l'esdeveniment de tal manera que no tornar a traumatitzar l'individu. També és important prendre nota de tals respostes, com aquestes respostes poden ajudar el metge determinant la intensitat i severitat d'estrès posttraumàtic possible així com la facilitat amb què es provoquen respostes. A més, és important marcar la presència de respostes d'evitació possibles. Les respostes d'evitació poden implicar l'absència de reactivitat d'activació o emocional esperada així com l'ús de mecanismes d'evitació (p. ex. ús de substàncies, evitació de senyals associats amb l'esdeveniment, dissociació).
Encara que l'avaluació del trauma psicològic es pot dirigir d'una manera desestructurada, l'avaluació també pot implicar l'ús d'una entrevista estructurada. Tals entrevistes podrien incloure Clinician-Administered PTSD Scale (CAPS; Blake et al., 1995), Acute Stress Disorder Interview (ASDI; Bryant, Harvey, Dang, & Sackville, 1998), Structured Interview for Disorders of Extreme Stress (SIDES; Pelcovitz et al., 1997), Structured Clinical Interview for DSM-IV Dissociative Disorders- Revised (SCID-D; Steinberg, 1994), i Brief Interview for Posttraumatic Disorders (BIPD; Briere, 1998).
Finalment, l'avaluació del trauma psicològic podria incloure l'ús de tests psicològics autoadministrats. Els resultats dels individus en tals proves es comparen amb dades normatives per determinar com és el nivell de l'individu de funcionament comparable a altres en un representant de mostra de la població general. La prova psicològics podria incloure l'ús de proves genèriques (p. ex., MMPI-2, MCMI-III, SCL-90-R) avaluar símptomes no-trauma-específics així com dificultats relacionades amb la personalitat. A més a més, el les proves psicològiques podrien incloure l'ús de proves específiques de trauma per avaluar resultats posttraumàtics. Tals proves podrien incloure Posttraumatic Stress Diagnostic Scale (PDS; Foa, 1995), Davidson Trauma Scale (DTS: Davidson et al., 1997), Detailed Assessment of Posttraumatic Stress (DAPS; Briere, 2001), Trauma Symptom Inventory (TSI: Briere, 1995), i Trauma Symptom Checklist for Children (TSCC; Briere, 1996).

## Tractament
S'han dissenyat un cert nombre d'aproximacions de psicoteràpia amb el tractament de trauma com ara dessensibilització i reprocessament per moviments oculars, experiència somàtica o biofeedback. Hi ha un cos gran de suport empíric per a l'ús de la teràpia conductual cognitiva
per al tractament de símptomes relacionats amb el trauma, incloent-hi trastorn per estrès posttraumàtic.
les guies del Institute of Medicine identifiquen teràpies conductuals cognitives com els tractaments més eficaços per al trastorn per estrès posttraumàtic.
Dues d'aquestes teràpies conductuals cognitives, exposició prolongada
i teràpia de processament cognitiva,
estan sent disseminats nacionalment al costat del Department of Veterans Affairs per al tractament del trastorn per estrès posttraumàtic.

## Trauma en la psicoanàlisi
Sigmund Freud, estudiant de Jean-Martin Charcot i el pare de la psicoanàlisi, examinà el concepte de trauma psicològic durant la seva carrera. Jean Laplanche ha donat una descripció general de la comprensió de Freud de trauma, que variava significativament durant el curs de la carrera de Freud: "Un esdeveniment en la vida del subjecte, definida per la seva intensitat, per la incapacitat del subjecte per a respondre-hi adequadament i per l'agitació i efectes de llarga durada que ocasiona en l'organització psíquica".
El psicoanalista francès Jacques Lacan afirmava que el que anomenava "el real" tenia una qualitat traumàtica externa a simbolització. Com a objecte d'ansietat, Lacan mantenia que el real és "l'objecte essencial que ja no és un objecte, però això alguna cosa amb la qual un s'encara amb què cessen totes les paraules i fallen totes les categories, l'objecte d'ansietat excel·lència de par ".

## Trauma i trastorns d'estrès
En temps de guerra, el trauma psicològic s'ha conegut com a fatiga de combat. El trauma psicològic pot provocar una reacció d'estrès aguda que pot conduir a un trastorn d'estrès posttraumàtic. El trastorn d'estrès posttraumàtic emergí com a nom per a aquesta condició després de la Guerra del Vietnam en la qual molts veterans retornaven als seus països respectius desmoralitzats, i de vegades, addictes a substàncies de psicoactives. El trauma psicològic es tracta amb teràpia i, si s'indica, medicacions psicotròpiques.
El terme trastorn continu d'estrès traumàtic que el trastorn fou introduïda a la literatura científica del trauma per Gill Straker (1987). Era originalment utilitzat per metges sud-africans per descriure els efectes d'exposició freqüent anivells alts de violència normalment associada amb el conflicte civil i la repressió política. El terme és també aplicable als efectes d'exposició a contextos en els quals la violència de bandes i els delictes són endèmics així com als efectes d'exposició en curs a amenaces de vida en ocupacions de risc alt com policia, bombers i equips d'urgències.
Després d'esdeveniments traumàtics, a les persones implicades se'ls demana sovint que parlin dels esdeveniments poc temps després, de vegades fins i tot immediatament després que l'esdeveniment ocorri per tal de començar un procés de curació. No s'ha demostrat efectivament
que les persones que parlen immediatament després d'un esdeveniment redueixi la incidència de l'estrès post-traumàtic, tanmateix comminar a parlar a les persones han sofert esdeveniments potencialment traumàtics ha esdevingut una pràctica estàndard.